# Arthur Wontner
Arthur Wontner (n. 21 ianuarie 1875, Londra, Regatul Unit al Marii Britanii și Irlandei – d. 10 iulie 1960, Londra, Anglia, Regatul Unit) a fost un actor britanic. Este cel mai cunoscut pentru interpretarea maestrului detectiv al lui Sir Arthur Conan Doyle, Sherlock Holmes, în cinci filme din 1931 până în 1937.

## Biografie și carieră
S-a născut la Londra.
Cariera actoricească a lui Wontner a început pe scena teatrului unde a jucat roluri precum Tybalt în Romeo și Julieta, Bassanio în Neguțătorul din Veneția, Bunny Manders în Raffles, Amateur Cracksman și Cardinalul Richelieu în muzicalul din 1930 de la West End, Cei trei muschetari. În 1926, Wontner a apărut în piesa de teatru scrisă de  Édouard Bourdet, The Captive alături de Basil Rathbone, ambii au continuat să îl interpreteze pe Sherlock Holmes în film.

### Sherlock Holmes

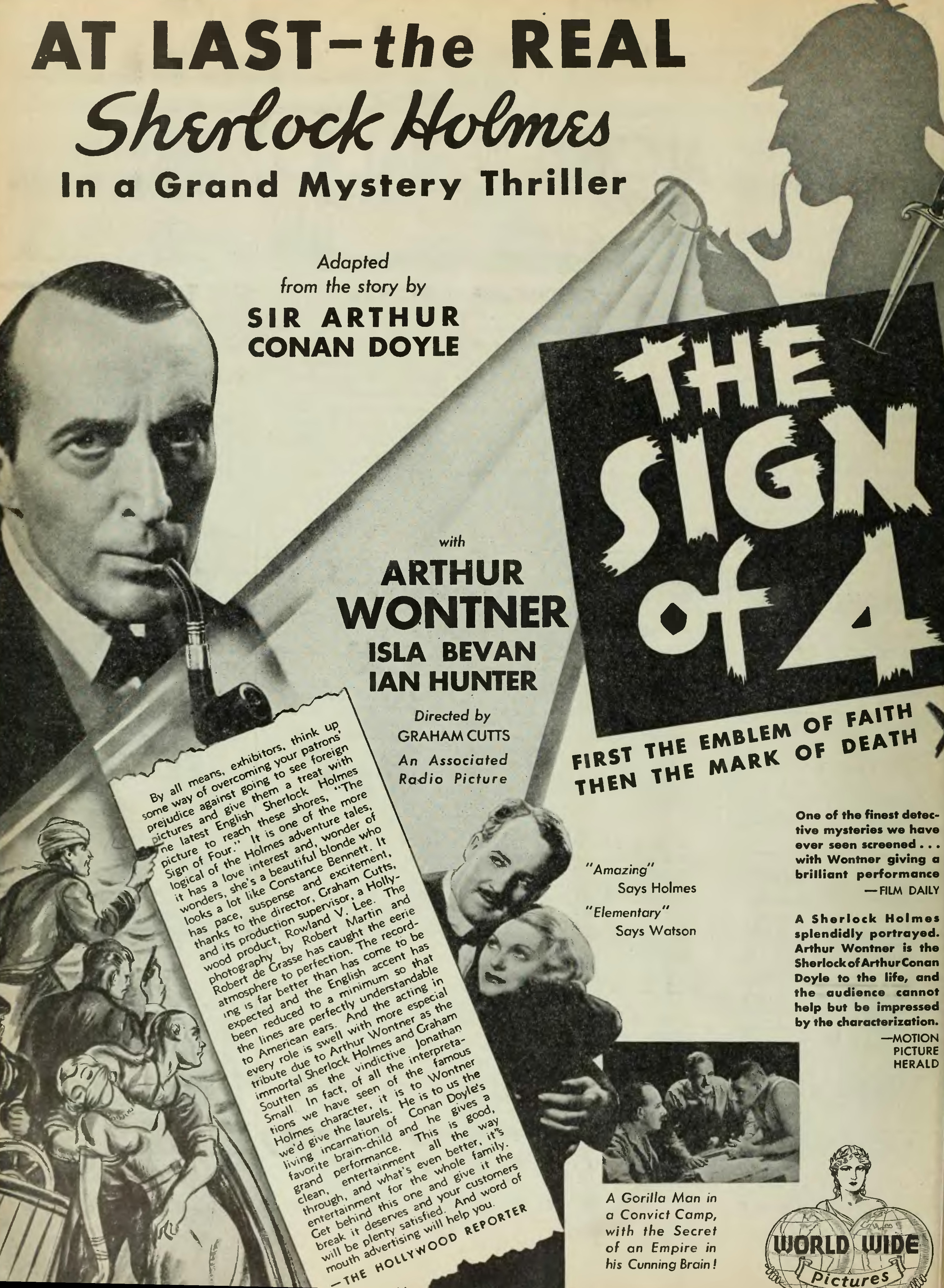
Semnul celor patru, în The Film Daily, 1932

Wontner a obținut rolul lui Sherlock Holmes datorită interpretării lui Sexton Blake, imitația lui Holmes, într-o producție de teatru din 1930. A jucat rolul celebrului detectiv în cinci filme din 1931 până în 1937.
- The Sleeping Cardinal (1931) (titlu american: Sherlock Holmes' Fatal Hour), bazat pe două povestiri ale lui Doyle, „Ultima problemă” și „Casa pustie”[12][13]
- The Missing Rembrandt (1932) (considerat film pierdut), bazat pe „Aventura lui Charles Augustus Milverton”[12][13]
- Semnul celor patru (1932)
- The Triumph of Sherlock Holmes (1935), bazat pe romanul Valea terorii[12][14]
- Stea-de-Argint (1937) (titlu american: Murder at the Baskervilles, lansat în 1941),[15] bazat pe  „Stea-de-Argint”[12]

Dintre cele cinci filme în care Wontner l-a interpretat pe Sherlock Holmes, The Missing Rembrandt nu mai este disponibil. Este oficial un film pierdut.
Silver Blaze a fost redenumit Murder at the Baskervilles la lansarea sa în SUA pentru a profita la maximum de publicitatea care fusese generată de versiunea lui Basil Rathbone a The Hound of the Baskervilles.
După ce a văzut The Sleeping Cardinal, Vincent Starrett a spus: „Cu siguranță că nu va fi văzut și auzit în filme un Sherlock Holmes mai bun decât Arthur Wontner, în timpul nostru.”

## Viața personală
Fiul lui Wontner a fost bine-cunoscutul hotelier și Lord Primar al Londrei Sir Hugh Wontner.

## Filmografie
- Temptation's Hour (1916)
- Lady Windermere's Fan (1916) - Lord Darlington
- The Bigamist (1916) - Tony Henderson
- Bonnie Prince Charlie (1923) - Lord Kingsburgh
- Eugene Aram (1924) - Eugene Aram
- The Diamond Man (1924) - Lady Marshalt
- The Infamous Lady (1928) - The K.C.
- The Sleeping Cardinal (1931) - Sherlock Holmes
- A Gentleman of Paris (1931) - Judge Le Fevre
- Condemned to Death (1932) - Sir Charles Wallington
- The Missing Rembrandt (1932) - Sherlock Holmes
- The Sign of Four (1932) - Sherlock Holmes
- The Triumph of Sherlock Holmes (1935) - Sherlock Holmes
- Royal Cavalcade (1935) - Minor Role (nemenționat)
- Line Engaged (1935) - Insp. Morland
- Dishonour Bright (1936) - Judge
- Second Bureau (1936) - Col. Gueraud
- Thunder in the City (1937) - Sir Peter
- Storm in a Teacup (1937) - Fiscal
- Silver Blaze (1937) - Sherlock Holmes
- The Live Wire (1937) - Montell
- Just like a Woman (1938) - Escubar
- The Terror (1938) - Col. Redmayne
- 13 Men and a Gun (1938) - Captain
- Kate Plus Ten (1938) - Colonel Westhanger
- Old Iron (1938) - Judge
- The Life and Death of Colonel Blimp (1943) - Embassy Counsellor
- Blanche Fury (1948) - Lord Rudford
- The Elusive Pimpernel (1950) - Lord Grenville
- Brandy for the Parson (1952) - Major Glockleigh
- 1953 Genevieve : Old Gentleman
- Sea Devils (1953) - Baron de Baudrec
- Three Cases of Murder (1955) - Leader of the House (segment "Lord Mountdrago") (nemenționat) (ultimul rol de film)